# Вилијам Џоунс
Сер Вилијам Џоунс (Лондон, 28. септембар 1746 – Калкута, 27. април 1794) био је енглеско-велшки филолог, млађи судија у Врховном Суду у Форт Вилијаму у Бенгалу и изучавалац древне Индије, нарочито познат по свом предлогу да постоји веза између европских и индо-аријских језика, које је заједно назвао индо-европским.
Такође је оснивач Бенгалског Азијског Друштва основаног 1784.

## Живот
Вилијам Џоунс рођен је у лондонском крају Бофорт Билдингз у Вестминстеру; Његов отац Вилијам Џоунс (1675–1749) био је математичар из Англсија у Велсу, познат по томе што је у математику увео ознаку π. Млади Вилијам Џоунс био је језичко чудо, који је осим своја два матерња језика, енглеског и велшког, као мали научио грчки, латински, персијски, арапски, хебрејски и основе кинеског писма. На крају свог живота познавао је осам језика темељно, течно говорио још осам, уз помоћ речника, а сналазио се на још дванаест.
Џоунсов отац је преминуо када је он имао тек три године, па га је одгајила мајка Мери Никс Џоунс. Послат је да похађа школу Хероу у септембру 1753, а потом је наставио студије на Универзитетском Колеџу у Оксфорду. Дипломирао је 1768, а стекао магистратуру 1773. У тешкој финансијској ситуацији, прихватио је положај учитеља седмогодишњем Лорду Алторпу, сину Ерла Спенсера. Следећих шест година бавио се послом учитеља и преводиоца. Током овог периода, издао је Причу о Надер-шаху (Histoire de Nader Chah, 1770), француски превод дела које је изворно на персијском написао Мирза Мехди-Хан Астарабади, што је урадио на захтев краља Кристијана VII од Данске који је Џоунса, већ прослављеног двадесетчетворогодишњег оријенталисту, био посетио. Ово ће бити прво од многих дела које ће Џоунс написати на тему Персије, Турске и Блиског истока уопште.
Године 1770, Џоунс се учланио у Мидл Темпл (Средњи Храм), једну од четири адвокатских комора у Уједињеном Краљевству, где је три године изучавао право као припрему за свој рад у Индији. Изабран је за члана Лондонског Краљевског Друштва 30. априла 1772. Након кратког времена проведеног као обласни судија у Велсу и узалудног покушаја да заједно са Бенџамином Френклином у Паризу разреши сукоб који ће на крају довести до Америчке Револуције, 4. Марта 1783. постављен је за млађег судију у Врховном Суду у Форт Вилијаму у бенгалском граду Калкути, а 20. марта је био и витезован. У априлу 1783. оженио се Аном Маријом Шипли, најстаријом ћерком др. Џонатана Шиплија, бискупа Ландафа и Сејнт Асафа. Ана Марија користила је своје уметничке склоности како би помогла Џоунсу да документује свој живот у Индији. У Калкуту је пристигао 25. септембра 1783.
Џоунс је био радикалан политички мислилац, благонаклон америчкој независности. Његово дело Принципи власти; разговор између учењака и сељака (The principles of government; in a dialogue between a scholar and a peasant 1783) било је предмет судског процеса због клевете и позивања на буну након што га је његов шурак Вилијам Шипли поновно одштампао и издао.
На потконтиненту га је опчинила индијска култура као дотад нетакнуто поље у кадру европских наука, па је 15. јануара 1784. основао Бенгалско Азијско Друштво у Калкути и започео издавање листа насловљеног Азијска Истраживања (Asiatick Researches, по старом правопису). Проучавао је Веде уз Рамалокану, пандита који је предавао на универзитету Надија Хинду, те је постао изврстан санскритиста. Са колегом оријенталистом Семјуелом Дејвисом Џоунс је на тему џотише, ведске астрономије, имао преписку дугу десет година. Такође је изучавао индијско право уз помоћ пандита Џаганата Тарка Панчанана.
Током идућих десет година Џоунс је произвео гомилу радова на тему Индије и тиме покренуо савремено изучавање потконтинента у оквиру практично свих друштвених наука. Такође је писао о месним законима, музици, књижевности, ботаници, географији и произвео прве енглеске преводе неколико значајних дела из индијске књижевности.
Сер Вилијам Џоунс се понекад користио књижевним псеудонимом Јунс Уксфарди (یونس اوکسفردی, Џоунс од Оксфорда), као што се да видети на унутрашњој страни корица његове Персијске граматике у издању из 1771, и каснијим издањима.
Преминуо је у Калкути 27. априла 1794. у својој 47. години и сахрањен је на гробљу Саут Парк Стрит.

## Доприноси
Џоунс је данас познат по томе што је запазио везу између индоевропских језика. У свом обраћању Азијском Друштву приликом његове треће годишњице (Third Anniversary Discourse to the Asiatick Society 1786) предложио је да санскрит, грчки и латински имају заједничко порекло, а да су поврх тога сродни и готским (германским) и келтским језицима, као и персијском. Иако је његово име уско повезано са овим запажањем, он није први који је тако нешто предложио. У 16. веку, европски посетиоци у Индији постали су свесни сличности између индијских и европских језика и Низоземац Ван Боксхорн је још 1653. издао предлог о прајезику (ког је, грешком, назвао скитским језиком) који би објединио германске, романске, хеленске, балтичке, словенске, келтске и иранске језике. Најзад, у есеју послатом Француској Академији Наука 1767. Гастон-Лоран Керду, француски језуит који је читав свој живот провео у Индији, указао је конкретно на постојеће сличности између санскрита и европских језика. Године 1786. Џоунс је изнео претпоставку о прајезику који би објединио санскрит, иранске, хеленске, латинске, германске и келтске језике, али је у много погледа његов рад био чак и мање прецизан од рада његових претеча, будући да је у своју индоевропску претпоставку погрешно уврстио и египатски, јапански и кинески, а изоставио словенске језике и хиндустани (хинди и урду). Џоунс је такође погрешно предлагао да су санскрит на север Индије донели освајачи из давнина и тиме изместили „чист хинди” који се онде говорио, када је заправо хинди један од директних потомака санскрита.

Свеједно, Џоунсово треће годишње обраћање пред Азијским Друштвом на тему историје и културе Хиндуса (које је начинио 2. фебруара 1786, а издао у писаном облику 1788) често се наводи као сам почетак дисциплине компаративне лингвистике и индоевропских студија, а поготово следећи пасус: 
„Санскритски језик, колико год да је стар, има чудесну структуру; савршенију од структуре грчког језика, обилнију од оне латинског, истанчанију и од једне и од друге, а да је ипак и једном и другом језику тако сличан, како по глаголским коренима тако и по граматичким облицима, да та сличност нипошто не може бити производ случајности; заиста, тако сличан, да ниједан филолог не би могао испитати сва три језика, а да не закључи да су потекли из неког заједничког извора, којег, можда, више и нема; из сличног разлога, додуше не толико снажног, може се претпоставити да и готски и келтски, мада измешани са јако друкчијим наречјима, могу имати исто порекло као санскрит, а да у ту породицу можемо додати и староперсијски.”
Тај заједнички извор касније је постао познат под именом праиндоевропски.
Џоунс је био први који је предложио расну поделу у индији која би имала везе са аријевском инвазијом, али је у оно време било недовољно доказа за ту хипотезу. Ту су касније идеју преузели британски администратори попут Херберта Хоуп Ризлија, али је она до дан-данас оспоравана.
Џоунс је такође излагао теорије које би се данас чиниле чуднима, али су у оно време биле далеко нормалније. На пример, веровао је да су египатски свештеници мигрирали до Индије и онде се населили у праисторијско доба. Такође је предлагао да су Кинези првобитно били Хиндуси из кшатријске касте.
Џоунс је у свом Есеју о уметностима које називају подражавачким (Essay on the Arts called Imitative, 1772) био један од првих који су изнели експресивну теорију о поезији, вредновавши експресију више него дескрипцију или имитацију: „Ако аргументи у овоме есеју имају ма какву тежину, указаће дакле да су најлепши комади поезије, музике и сликарства они који испољавају страсти... а они гори комади су ти који описују предмете у природи.” Тако је предупредио Вордсворта тиме што је утемељио поезију у романтичкој субјективности.
Џоунс је сарађивао са Џоном Хајдом док је овај служио на Врховном Суду у Бенгалу, те је допринео његовим чувеним Белешкама. Оне и дан-данас служе као вредан извор за живот у Бенгалу у 18. веку, а такође су једини преживели извор који сведочи о судским процесима.

## Сусрет саАнкетил-Дипероном
У Европи је букнула расправа о најранијем преводу авестанских списа. Био је то први доказ о индоевропском језику исте старости као санскрит који је преведен на савремени европски језик. Људи су предлагали како такозвана зендавеста није заправо дело пророка Зороастера, већ скорији фалсификат. Први међу сумњичавима, нажалост, био је истакнути млади оријенталиста, Вилијам Џоунс. Он је тврдио у писму које је касније издато на француском језику 1771, како је преводилац Анкетил-Диперон насамарен, како су Парси из Сурата њему увалили скуп безвредних фалсификата и глупости. У Енглеској су Џоунса подржали Ричардсон и Сер Џон Чардин (Жан Шарден); у Немачкој Мајнерс. Анкетил-Диперон добио је репутацију варалице, говорили су да је је сам измислио спис не би ли подржао своје тврдње. Ова несугласица разрешиће се тек за готово читав век.
Није никакво чудо што Џоунс у своју индоевропску хипотезу није укључио иранске језике, пошто уопште није имао представу о томе како су авестански и санскрит главни чланови индо-аријске гране ове језичке породице.

## Песма ошаху
Године 1763, са својих 17 година, Џоунс је написао песму Каиса (Caissa) засновану на песми од 658 стихова под именом Scacchia, Ludus (Шах, игра) коју је 1527. написао Марко Ђироламо Вида, у њој приписујући игри шаха митско порекло, које ће касније у свету шахиста постати јако познато.
У песми коју је написао на енглеском, нимфа Каиса испрва одбија удварање Марса, бога рата. Огорчен, Марс тражи помоћ од бога спорта, који ствара игру шаха као поклон Марсу да с њим придобије Каисину наклоност. Марс успева да је освоји овом игром.
Каиса је отад називана „богињом шаха”, а њено име је употребљавано у мноштву контекста у савременом шаху.

## Шопенхауеров цитат
Артур Шопенхауер цитирао је једно од дела Сер Вилијама Џоунса у првом параграфу свог дела Свет као воља и представа (Die Welt als Wille und Vorstellung, 1819) Шопенхауер је покушавао да подржи доктрину која је тврдила како „све што постоји зарад знања, према томе је читав овај свет објекат једино у односу на субјекат, запажање посматрача, једном речју, представа." Цитирао је Џоунса: 
... а то како давно су ову исконску истину препознали мудраци у Индији, пошто се она појављује као један од основних начела филозофије Веданте коју приписују Вјаси доказао је Сер Вилијам Џоунс у свом последњем есеју О филозофији Азијата (On the Philosophy of the Asiatics, Asiatic Researches, vol. IV, p. 164): „Основно начело школе Веданте није било порицање постојања твари, то јест. чврстине, непробојности, и продужене фигуре (а порицати то било би сулудо), већ исправљање њеног свеопштег поимања и тврдња да њена суштина зависи од менталног запажања; да су постојање и запажање међусобно заменљиви термини.”
Шопенахуер је употребио Џоунсов ауторитет како би повезао најосновније начело своје филозофије са ониме што је, према Џоунсу, било најважније начело Веданте. Начинио је још успутних коментара о делима Сер Вилијама Џоунса у својим другим делима.

## Хамакеров говор
Када је 28. септембра низоземски оријенталиста Хендрик Арент Хамакер одржао своје прво предавање након што је примљен међу професоре Универзитета у Лајдену, то предавање било је на латинском и носило је назив De vita et meritis Guiluelmi Jonesii (Живот и дела Вилијама Џоунса).

## Цитат Едгара Алана Поа
Кратка прича Едгара Алана Поа Береника почиње мотоом, првом половином песме коју је написао Ибн Зајат:
Dicebant mihi sodales si sepulchrum amicae visitarem, curas meas aliquantulum fore levatas.

Овај цитат узет је из дела Вилијама Џоунса, а ево и дела који недостаје: (из Complete Works, Vol. 2, London, 1799):
Dixi autem, an ideo aliud praeter hoc pectus habet sepulchrum?
„Рекоше ми другови, да бих, посетивши гроб своје драге, могао да олакшам своје бриге. Одговорих: Може ли бити да је она сахрањена негде ван мог срца? ”
My companions said to me, if I would visit the grave of my friend, I might somewhat alleviate my worries. I answered "could she be buried elsewhere than in my heart?"